# Burcot (Oxfordshire)
Burcot – wieś w Anglii, w hrabstwie Oxfordshire, w dystrykcie South Oxfordshire. Leży 12 km na południowy wschód od Oksfordu i 76 km na zachód od Londynu.